# Manoel da Silva Jr.

Manoel da Silva (geboren am 18. Februar 1970 in Fortaleza, Brasilien) ist ein brasilianisch-deutscher Übersetzer, Autor, Orientalist und Historiker. Von 2016 bis 2022 war er Migrations- und Integrationsbeauftragter der Gemeinde Wietze in Niedersachsen. In dieser Funktion initiierte und koordinierte er verschiedene interkulturelle Projekte zur Förderung des Dialogs und der Integration von Migranten und Geflüchteten. Da Silva veröffentlichte zudem zwei portugiesischsprachige E-Books.

## Leben und Wirken
Da Silva besitzt die brasilianische und die deutsche Staatsangehörigkeit. Er schloss ein Studium der Geschichte an der Universidade Federal do Ceará in Brasilien ab und erwarb anschließend an der Universität Bonn in Deutschland ein Diplom in Übersetzung für Arabisch und Persisch.
Zu seinen Tätigkeiten als Integrationsbeauftragter in Wietze von 2016 bis 2022 gehörten unter anderem:
- Mitwirkung an der 2. Interkulturellen Universität vom 8. bis 12. Oktober 2018, organisiert vom Landkreis Celle in Zusammenarbeit mit der Volkshochschule Celle (VHS) und weiteren Partnern.[1]
- Öffentlicher Vortrag über Salafismus und Gesellschaft im Juni 2019 in Kooperation mit dem Malteser Hilfsdienst.[2]
- Organisation von Capoeira-Workshops für Geflüchtete als kulturelles Integrationsangebot.
- Beteiligung an der Ausbildung von interkulturellen Sprachvermittlern an der VHS Celle.

Seine Arbeit wurde mehrfach in lokalen Medien wie der Celler Presse, Celle Heute und der Celleschen Zeitung erwähnt und ist auch in offiziellen Dokumenten des Landkreises Celle nachweisbar.

## Veröffentlichungen
Da Silva ist Autor zweier portugiesischsprachiger E-Books:
- BRICS em foco
- Provérbios alemães para brasileiros